# ヴォーギング
ヴォーグ（Vogue）ないしヴォーギング（Voguing）は1960年代に「ボール・ルーム」と呼ばれたダンス・シーンから発展した非常に様式化されたクラブダンス及びストリートダンスである。1980年代のアメリカ合衆国の都市部のゲイ・クラブシーンで知られる様になり、1990年に同国の歌手マドンナのシングル「ヴォーグ」のミュージックビデオで披露され、1991年のサンダンス映画祭審査員特別賞を受賞したドキュメンタリー映画『パリ、夜は眠らない』（1990年）が公開されたことなどから、大衆化した。近年、アメリカのダンスバトル番組『America's Best Dance Crew』に出演するダンスグループ「ヴォーグ・エボリューション」により再び国際的な注目を浴びている。

## 歴史
ヴォーギングはファッション雑誌『ヴォーグ』のモデルのポーズに似ていたことから、そう呼ばれる様になった。ダンスのスタイルは1930年初期の社交ダンスに起因する。当時は「パフォーマンス」と呼ばれており、現在知られるスタイルよりも、やや複雑で幻影的なものだった。その後、アメリカの都市部の黒人、ラテン系同性愛者の「ボール・ルーム」ダンスシーンとクラブで踊られてスタイルを確立し更なる発展を遂げた。「ボール・ルーム」とはいわゆる「社交ダンスの場」の意味であるが、ここでは、ヴォーギングの技を競い合うコンテストである。参加者はそれぞれの「ハウス」と言われたグループに属する。代表的なハウスの例はウィリー・ニンジャ率いる「ハウス・オブ・ニンジャ（House of Ninja）」、「ハウス・オブ・エキストラヴァガンザ（House of Xtravaganza）」、「ハウス・オブ・ミズラヒ（House of Mizrahi）」、「ハウス・オブ・ラベイジャ（House of Labeija）」などがある。　尚、日本にもこれらのハウス（Ninja/Mizrahi等）に所属する者が若干名だが存在する。

## スタイル
ヴォーギングは現在3つのスタイルがある。それは初期から1980年代までの「オールドウェイ」、1990年代の「ニューウェイ」、1995年頃に生まれた「ヴォーグフェム」の3つである。
オールドウェイは左右対称、動きの精度、上品で滑らかな動きが特徴である。ニューウェイはより厳正で幾何学的な動きのパターン「クリック」（手足のねじれ）、「アームズ・コントロール」（手先の早業と手首の幻想的な動き）が特徴である。パントマイムの動きに修正が加えられた形に似ているともいえる。ヴォーグフェムは女性の滑らかな動きが極端に誇張されたもので、バレエ、モダンダンス、ブレイクダンシングに影響を受けている。また、ジャンプ、トリック、アクロバット、フリップといった動きを含んでいる。ヴォーグフェムには「ソフト&カント」と「ドラマティクス」の2種類がある。加えて、ヴォーグフェムは6つの要素からなる。それは「手」「回転」「キャットウォーク」「ダックウォーク」「ディップ」「フロアパフォーマンス」である。「ディップ」は大衆化しており、時折「5000」とも言われるが、その始まりはヴォーグフェムである。
ヴォーギングの技術を競い合うときには、競争者はヴォーギングの何かしらの要素を入れなければならない。『America's Best Dance Crew』に出演するダンスグループヴォーグ・エボリューションが踊るのは、ヴォーグフェムである。

## 影響

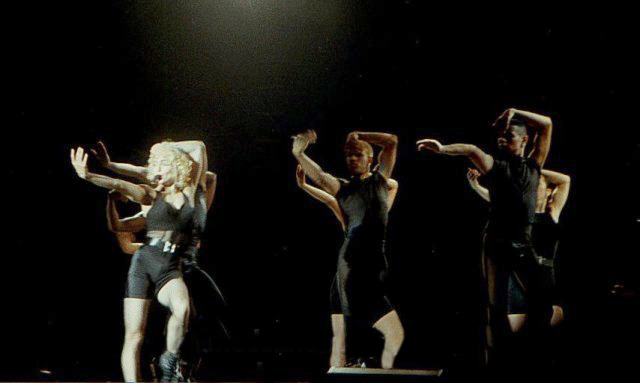
1990年Blond Ambition Tourでヴォーギングを披露するマドンナとダンサーたち。マドンナは当時のアンダーグラウンドダンスに世界的な露出をもたらした。

複数の有名なアーティストがヴォーグの影響を受けている。マドンナ、ビヨンセ、リアーナ、ウィロー・スミス、FKAツイッグス、アリアナ・グランデ、アジーリア・バンクスは過去と現在のヴォーグから影響を受けつつ、古典的なダンスのビートも取り入れている。
ヴォーグとボール文化の最も新しい影響の1つに、ドキュメンタリー映画『キキ-夜明けはまだ遠く-』がある。
マドンナの「ヴォーグ」は、このダンススタイルに人気と意識をもたらしたが、彼女が文化を盗用し流用したと信じる人々から批判を受けることとなった。文化の盗用には、少数派または不利な状況を置かれている文化の特定の側面を、起源の適切な承認なしに多数派文化のメンバーが採用することが含まれる。1990年のミュージック・ビデオは、ホセ・エクストラバガンザとハウス・エクストラバガンザのルイス・カマチョによって振り付けされ、ダンサーのウィリー・ニンジャをフィーチャーしている。しかし、歌に登場する有名人はすべて白人であり、マドンナ自身も白人女性である。マドンナはコミュニティのメンバーを制作に含めることでハーレム文化を参照にしたが、批評家は彼女がこのスタイルと主要な主流の関係にあるため、元の文化を消してしまったと主張し続けている。